# مسجد ومدرسة أيتمش البجاسي
مدرسة أيتمش البجاسي، تقع حالياً في بشارع باب الوزير بقسم الدرب الأحمر، ويتبع منطقة آثار جنوب القاهرة. وقد كانت واحدة من مجمع كبير بناه الأمير أيتمش البجاسي سنة 785هـ - (1383م)، في أيام السلطان الظاهر برقوق مؤسس دولة المماليك البرجية (1382 - 1389م). وهو عبارة عن فندق لإقامة التجار الأجانب وسكن للأمير وحوض لسقي الدواب.

## التخطيط
تتكون هذه المدرسة من إيوان واحد هو إيوان القبلة بصدره حنية المحراب، وهو محراب بسيط خال من الزخارف. وبالضلع الجنوبي الغربي من الإيوان بابان، أحدهما يؤدي إلى غرفة كانت تستخدم -أغلب الظن- خزانة كتب. والباب الثاني يؤدي إلى خلاوي الطلبة وأوقف هذا الإيوان على المذهب الحنفي. وللمدرسة واجهة واحدة تطل على شارع باب الوزير وتشتمل على واجهة المدفن ذي القبة والتي تتميز بزخرفتها بضلوع قائمة ثم ضلوع منحنية تنتهي أعلى القبة. كما تشتمل الواجهة على السبيل ذي الشباكين يعلوه كتاب وتشتمل كذلك على مدخل المدرسة والمئذنة. علماً أن الأمير أيتمش البجاسي لم يدفن بهذه المنشأة حيث ذبح بسجنه بقلعة دمشق.
المسجد كان يعاني من ارتفاع في نسبة الرطوبة والأملاح بجدران الواجهات والمدخل الرئيسي وتآكل العناصر الحجرية والأشرطة الكتابية، بالإضافة إلى وجود فواصل وشروخ بجدرانه وتهدم جزئي بقمة المئذنة. وتمت أعمال عزل الأرضيات ضد الرطوبة والمياه الجوفية وتغيير بعض الأحجار ذات الحالة السيئة وتمت أعمال الترميم الدقيق للأسقف المزخرفة ولاسيما سقف إيوان القبلة وسقف حجرة السبيل والواجهات والجدران الداخلية والأرضيات والأرضية الرخام الخردة لدور قاعة مسجد «إيتمش» مع عمل مكشف للسور الأيوبي المبني فوقه مسجد «ايتمش البجاسي» المملوكي، بالإضافة لأعمال الكهرباء من الصوت والضوء، وتم عمل خندق لكشف واجهة شبابيك حجرة السبيل ذات المصبعات المعدنية.
ذكره المقريزي  في الخطط في القسم الخاص بالمدارس المملوكية. وقال أن إيمتش بناه كمدرسة لتدريس فقه المذهب الحنفي وبنى بجانبها فندقا وحوضا لمياه الشرب.. كما بنى ضريحا له يعلوه قبة.. وذكر علي مبارك في الخطط الجديدة أن جامع إيتمش على رأس باب الوزير - بجوار القراقول المعروف بقراقول باب الوزير - به قبة مرتفعة - يظهر أنه ليس بها أحد - وله منارة (مئذنة) وشعائره مقامة به من اوقافه إلى اليوم. وكان أول أمره مدرسة بني ايتمش بجانبها فندقا يعلوه ربع وحوض ماء (سبيل).

## الترميم
مشروع ترميم مجموعة آثار باب الوزير، والتي تم الانتهاء من ترميمها ضمن مشروع تطوير القاهرة التاريخية، وهي مسجد أيتمش البجاسي، أثر رقم "250"، وحوض دواب أيتمش البجاسي أثر رقم "251" ، بالإضافة إلى إنشاء دار مُناسبات حديثة، مُتعددة الأغراض، لخدمة أهالي المنطقة بالدرب الأحمر، وباب الوزير.
كان العمل بهذه المجموعة قد بدأ منذ عام 2006. بترميم مجموعة من الآثار بمنطقة باب الوزير، ضمن مشروع تطوير القاهرة التاريخية، وهي مسجد أيتمش البجاسي، وحوض دواب أيتمش البجاسي، والبيمارستان المؤيدي، وتكية تقي الدين البسطامي، وبوابة درب اللبانة، بالإضافة إلى إنشاء دار مُناسبات حديثة، بتكلفة إجمالية مبدئية حوالي 10 ملايين جنيهاً ونصف المليون، إلا أن العمل كان قد توقف في المشروع لفترة طويلة، وتم إتخاذ الإجراءات اللأزمة لتصحيح الأوضاع إلى أن تم استكمال المشروع مرة أخرى والانتهاء من ترميم مبنيين أثريين وإنشاء قاعة المناسبات من إجمالي آثار المجموعة.
كما إن المشروع تضمن ترميم وإصلاح بعض العناصر المعمارية، والنصوص الكتابية الحجرية، وحقن الحوائط، وتنظيفها، وملء اللحامات، وترميم الشبابيك الحديدية القديمة، وعلاج الأسقف الخشبية المُزخرفة، والغير مُزخرفة، وتوريد، وتركيب مجموعة من الشبابيك الجديدة للأثر، ودرج السلم، ومجموعة من الشرافات من الخشب العزيزي، وكذلك توريد منبر خشبي جديد للمسجد مُطابق للمنبر القديم، وعمل خندق حول حدود المسجد، بالإضافة إلى إنشاء قاعة للمُناسبات، متعددة الأغراض، لخدمة سكان المنطقة المُحيطة، وإنشاء دورة مياه مُجمعة، وميضأة للمسجد، بتكلفة إجمالية 4 ملايين جنيه.
افتتح وزير الآثار والسياحة والأوقاف ومحافظ القاهرة، في 24 مايو 2015، مسجد وحوض الأمير «أيتمش البجاسي»، لما يحتل المكان من اهمية بين أهم الآثار الإسلامية في القاهرة التاريخية. حيث أنه يتبع منطقة آثار الدرب الأحمر والسيدة عائشة.